# Dipperu-Nationalpark
Der Dipperu-Nationalpark (engl.: Dipperu National Park) ist ein Nationalpark im Osten des australischen Bundesstaates Queensland.
Der Park dient ausschließlich wissenschaftlichen Zwecken und ist für die Öffentlichkeit gesperrt.

## Lage
Er liegt 754 Kilometer nordwestlich von Brisbane und 70 Kilometer südwestlich von Mackay.
In der Nachbarschaft liegen die Nationalparks Homevale und Kelvin.

## Geländeformen
Das Parkgelände liegt in einer sanft gewellten Ebene, die Seehöhen von 160 bis 185 Metern erreicht. Wichtigster Wasserlauf ist der Bee Creek am westlichen Rand des Parks, der zum Einzugsgebiet des Fitzroy River gehört. Daneben gibt es viele dauernd mit Wasser gefüllte kleine Seen und Feuchtgebiete.

## Flora und Fauna
Im Park wird die größte und am wenigsten veränderte Vegetationsfläche der Bioregion Brigalow Belt North geschützt. Tropischer Regenwald und ausgedehnte Feuchtgebiete sind typisch für diese Region. Daneben gibt es in größerem Umfang Eukalyptuswaldland und Akazien sowie Auwald entlang des Bee Creek. Drei bedrohte oder geschützte Baumarten werden aufgeführt: Solanum adenophorum, Black-Ironbox-Eukalyptus (Eucalyptus raveretiana) und Macropteranthes leiocaulis.
Über 120 Vogelarten, darunter der Braunkopf-Rabenkakadu (Calyptorhynchus lathami), 34 Reptilienarten und neun Amphibienarten sind in dem Park heimisch, der eine Insel in einer ansonsten trockenen und von natürlicher Vegetation befreiten Ebene darstellt.